# 西蒙·奥查德
西蒙·奥查德（英語：Simon Orchard，1986年7月9日—），澳大利亚前男子曲棍球运动员。他曾代表澳大利亚国家队参加2012年和2016年夏季奥林匹克运动会曲棍球比赛，其中2012年奥运会获得一枚铜牌。